# Volkswagen Typ 181
Volkswagen Typ 181 — задньопривідний задньомоторний позашляховик, що виготовлявся у 1968—1983 рр.
Призначався для Збройних сил ФРН, однак також продавався цивільним під назвами: Kurierwagen (у Західній Німеччині), Trekker (у Сполученому королівстві), Thing (у США), Safari (у Мексиці та Південній Америці), Pescaccia (в Італії).
Виготовлявся у Вольфсбурзі (1968—1974 рр.), Ганновері (1974—1983 рр.), Пуеблі (1970—1980 рр.), Джакарті (1973—1980 рр.). Загалом у Німеччині було виготовлено 70 519 авт., у Мексиці — 20 364.

## Історія

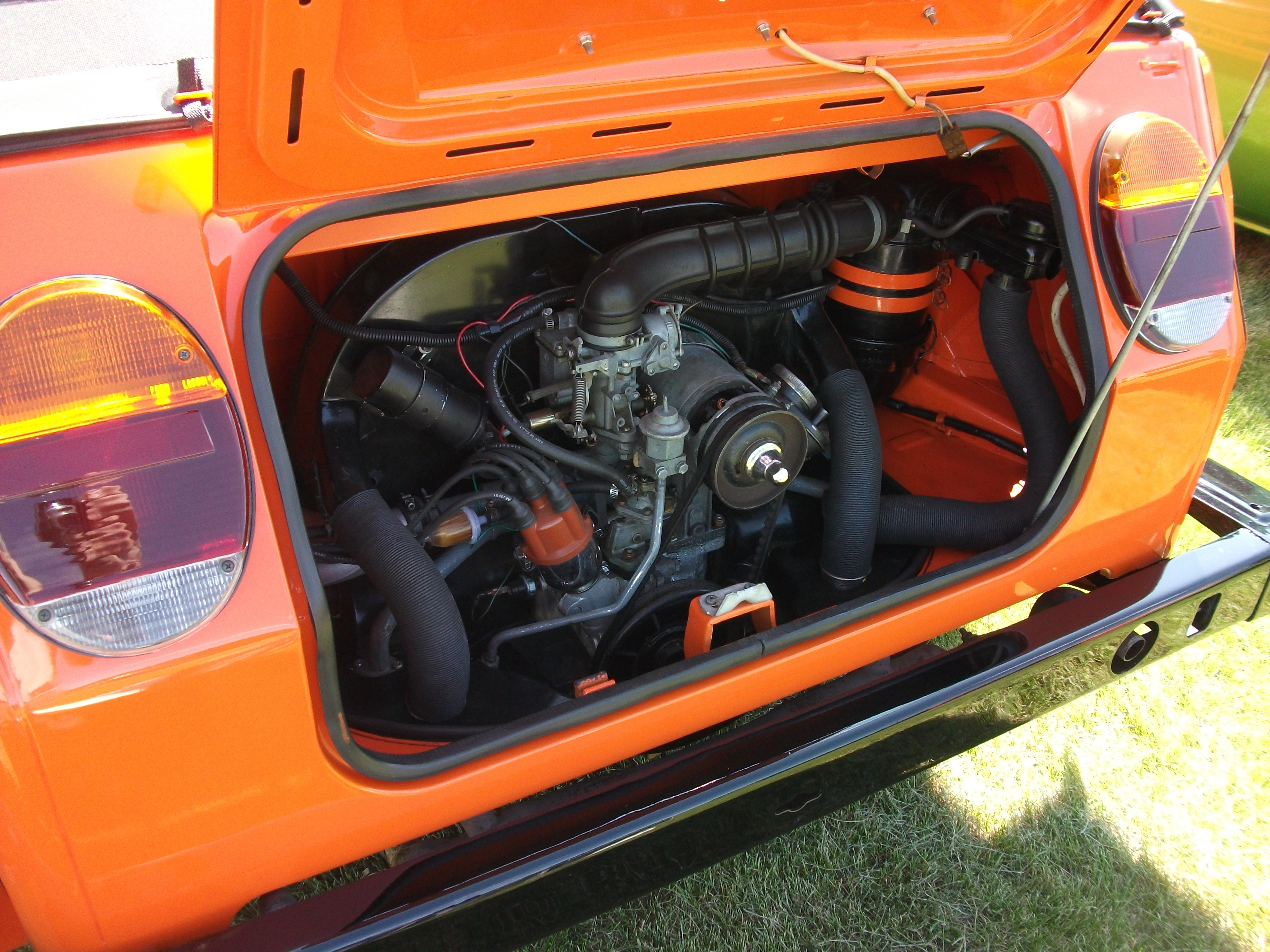
Двигун Volkswagen Thing

У 1960-их рр. Франція, Західна Німеччина та Італія займались створенням легкої повнопривідної амфібії відомої як Europa Jeep. Роботи над нею вимагали чимало часу, тож у ФРН вирішили створити тимчасову заміну застаріваючому DKW Munga. Новий автомобіль був схожим на Kubelwagen — мав вузли та агрегати VW Beetle (та його «похідних»), задній привід і заднє розміщення опозитного 4-циліндрового двигуна. Днище кузова було взято від VW Karmann Ghia (ширше ніж у «Жука»), задню підвіску з хитними півосями від VW Transporter.

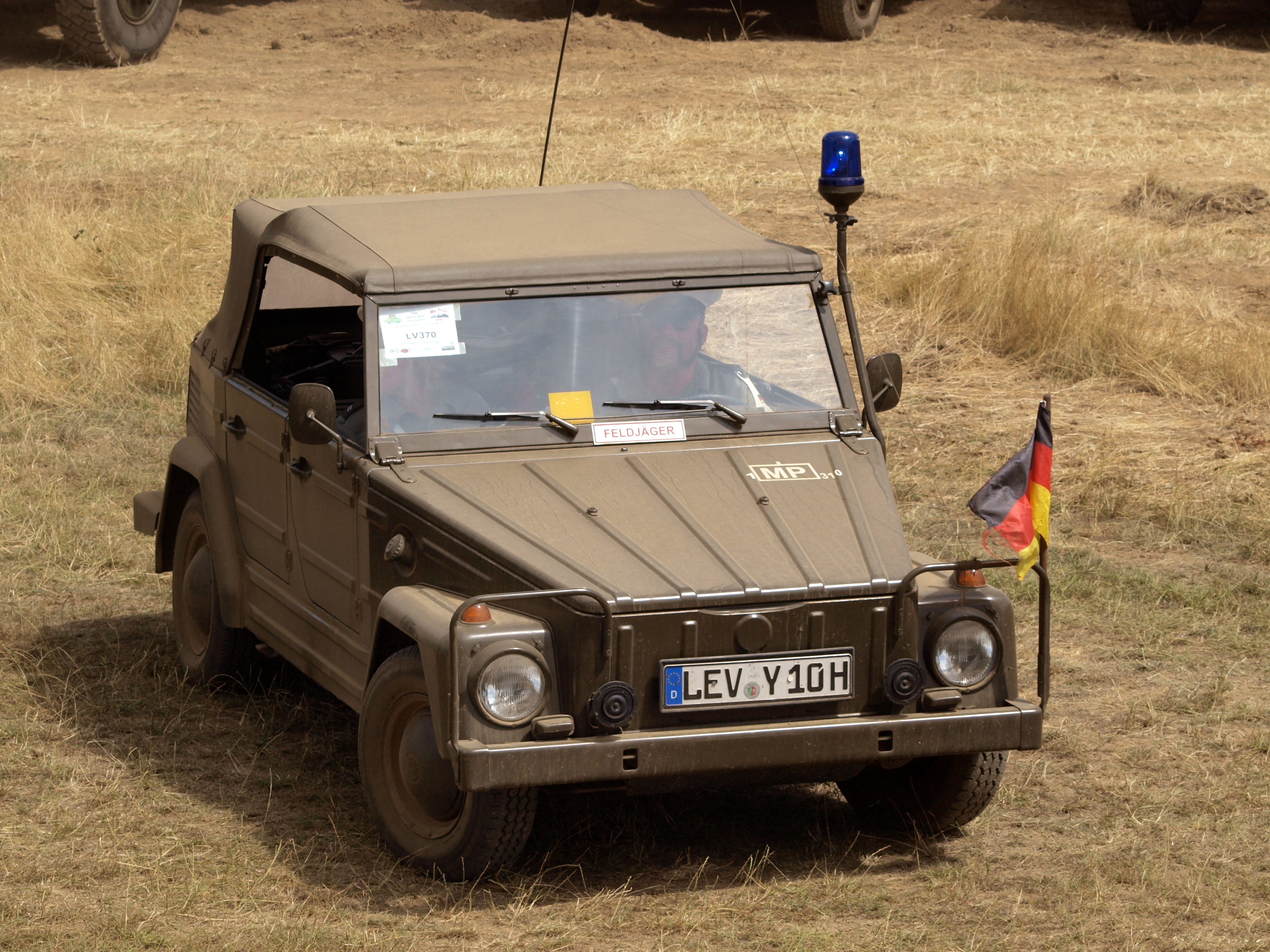
Volkswagen typ 181

У трансмісії були наявні колісні редуктори (відсутні на цивільних версіях), що збільшували кліренс. Опцією був інерційно-оливний повітряний фільтр (для експлуатації в запиленому середовищі).
Vollkswagen typ 181 вантажністю 400 кг, в армії використовувався як командирський, патрульний, диспетчерський та автомобіль радіозв'язку. Останній комплектувався додатковим генератором (24 В, 756 Вт).
Стандартне військове обладнання включало сокиру, маскування для фар, додаткову систему освітлення, підсвічування карти, радіо екранування, кріплення для чотирьох гвинтівок, лопату, корбу, буксирувальні петлі та гаки, башмак.
Крім цього «Тип 181» мав потенціал на цивільному ринку.
До його появи у Мексиці з численними сільськими дорогами був значний попит на VW Beetle, а у США були популярними багі з агрегатами «Жука».
Продаж цивільних VW 181 на материковій Європі та Мексиці розпочався у 1971 р., у США у 1972 р., у Великій Британії у 1975 р.. В останній VW 182 (з правим розміщенням керма) не мав успіху й швидко зник з продажу.
У тому ж 1975 р. автомобіль перестали виготовляти у США через впровадження жорсткіших стандартів щодо безпеки.
Протягом виробництва суттєвих змін автомобіль не зазнавав. Хіба що у 1973 р. задня підвіска отримала діагональні важелі від Beetle 1303 й півосі з двома шарнірами.
Автомобіль служив також у військах Австрії, Бельгії, Данії, Франції, Марокко, Нідерланд, Греції та Туреччини.
Навіть у 1992 р. у Бундесвері залишалось близько 4000 typ 181. Загалом з 1968—1979 рр. близько 50 тис. «Фольксвагенів Тип 181» були направлені у війська НАТО.
До 1979 р. проект Europa Jeep остаточно полишили, натомість Typ 181 став витісняти Typ 183 Iltis.
Не зважаючи те, що Німеччина перейшла на використання Type 183, до 1980 р. у Європі та Мексиці, ще продавались цивільні версії Type 181.
Завдяки надійності й низькій ціні кілька організацій, зокрема НАТО, продовжували реалізовувати військові варіанти до 1983 р.